# Готшалк фон Хакстхаузен
Готшалк фон Хакстхаузен 'Умния' (на немски: Gottschalk von Haxthausen, 'der Weisse'; † сл. 1482) е господар на Хакстхаузен, в Борхен и Аленбург, наследствен маршал на манастир Нойхерзе, наследствен дворцов майстер на манастир Падерборн 1482 г.
Той е син на Йохан фон Хакстхаузен (* ок. 1408, Падерборн; † пр. 1467), наследствен дворцов майстер на манастир Падерборн, и първата му съпруга Регелинда фон Кревет (* ок. 1410; † 1449), дъщеря на Вилхелм II фон Кревет († пр. 1441) и Геза (* ок. 1370). Баща му се жени втори път ок. 1450 г. за Адела фон Кленке (* ок. 1430) и той е полубрат на Йохан фон Хакстхаузен (* ок. 1457), женен ок. 1486 г. за Катарина фон Менгерсхайм (* ок. 1465).

## Фамилия
Готшалк фон Хакстхаузен се жени за Илза фон Каленберг, дъщеря на Йохан IV фон Каленберг († пр. 1482) и Илза (* ок. 1395). Те имат децата:
- Корд фон Хакстхаузен (* ок. 1468, Падерборн; † пр. 1558), господар в Апенбург, Алтенберген и Хакстхаузен, женен ок. 1501 г. в Падерборн за Маргарета фон дер Малсбург (* ок. 1482), дъщеря на Вулф фон дер Малсбург († 1463); имат син
- Елза Агнес фон Хакстхаузен (* пр. 1478; † сл. 1510), омъжена пр. 1497 г. за Фридрих фон Трот цу Золц (* пр. 1473; † 1544), фелдхауптман в Унгария, хесенски съветник, дворцов маршал
- Аделе (Еделинк) фон Хакстхаузен († сл. 1492/сл. 1495), омъжена 1481 г. за Дитрих фон дер Асебург († 1497/1597)